# Maciej Majdziński
Maciej Majdziński (* 8. April 1996) ist ein ehemaliger polnischer Handballspieler. Er lief zuletzt für den Bergischen HC auf.

## Karriere
Maciej Majdziński spielte zunächst bei KTS Kwidzyn und anschließend bei NLO SMS Gdańsk. Zur Saison 2015/16 wechselte der 1,89 Meter große Linkshänder, der sowohl im Rückraum wie auf Rechtsaußen eingesetzt werden kann, zum deutschen Erstligisten HSV Hamburg, bei dem er einen Zweijahresvertrag unterschrieb. Nach der Insolvenz des HSV Hamburg schloss sich Majdziński im Januar 2016 dem Bergischen HC an. Nach der Saison 2021/22 beendete er seine Karriere.
Mit der polnischen Nationalmannschaft belegte er bei der Weltmeisterschaft 2021 den 13. Platz.

## Sonstiges
Seine Mutter Edyta Majdzińska ist als Handballtrainerin in der höchsten polnischen Spielklasse tätig.